# Bolesław Drukier
Bolesław Drukier (ur. 2 lipca 1913 w Brześciu, zm. 11 lutego 2006 w Kopenhadze) – polski pedagog, historyk ruchu robotniczego, działacz komunistyczny.

## Życiorys
Syn Józefa i Gitli Drukierów. W latach 1933–1936 był wychowawcą w Domu Sierot Janusza Korczaka w Warszawie.
W latach 1938–1939 więziony za działalność komunistyczną. Do września 1939 mieszkał w Warszawie. W początkowym okresie II wojny światowej znalazł się we Lwowie, gdzie był zatrudniony w Rejonowym Wydziale Oświaty. Po 1941 w batalionach pracy. W latach 1943–1944 studiował w Instytucie Pedagogicznym w Czelabińsku. Od października 1944 do lipca 1945 był przewodniczącym zarządu miejskiego i obwodowego Związku Patriotów Polskich w Czelabińsku, a następnie pracownikiem Zarządu Głównego ZPP w Moskwie. Po powrocie do Polski początkowo mieszkał w Łodzi. W latach 1945–1947 naczelnik Wydziału Informacji Politycznej Ministerstwa Informacji i Propagandy. W latach 1947–1953 instruktor Wydziału Szkolenia Partyjnego Komitetu Centralnego PPR/PZPR (od 1949 zastępca kierownika wydziału). Od 1951 w Katedrze Historii ZSRR Instytutu Kształcenia Kadr Naukowych (od 1953 prorektor), a od 1957 prorektor Wyższej Szkoły Nauk Społecznych.
Od 1968 na rencie. Na fali antysemickiej nagonki po wydarzeniach marcowych zmuszony do emigracji. Od 1972 mieszkał z rodziną w Danii, gdzie wykładał na uniwersytecie w Roskilde. W latach 1976–1977 współpracował też z Centre for International Studies w London School of Economics. Od lat 70. wraz z synem Wiktorem wspierał opozycję demokratyczną w Polsce. Publikował w paryskiej Kulturze. Po 1989 wielokrotnie przyjeżdżał do Polski, m.in. uczestnicząc w pracach polsko-izraelskich komisji historycznych oraz spotkaniach związanych z postacią Janusza Korczaka. Pisał artykuły o jego myśli pedagogicznej. W 2003 zainicjował budowę pomnika Korczaka przy ul. Świętokrzyskiej w Warszawie (obok Pałacu Kultury i Nauki). Był ostatnim żyjącym pracownikiem Domu Sierot.

## Odznaczenia
- Krzyż Komandorski Orderu Odrodzenia Polski (1964)[1]

## Wybrane publikacje
- Tradycje przyjaźni demokracji polskiej i rosyjskiej: materiał do referatu, Warszawa: Poradnik Pracownika Społecznego 1946.
- Początki Polski Ludowej: szkice i przyczynki, Warszawa: Książka i Wiedza, 1966.
- (współautor Antony Polonsky) The Beginnings of Communist Rule in Poland. December 1943 – June 1945, Londyn: Routledge and Kegan Paul 1980.
- Paradoksy powojennego 50-lecia, Kultura nr 7-8 1996.
- Korczakowskie dramaty, Ruch Pedagogiczny nr 3-4 1998.